# توماس باربوسکا
توماس باربوسکا (انگلیسی: Thomas Barbusca؛ زادهٔ ۳ مارس ۲۰۰۳) بازیگر اهل ایالات متحده آمریکا است.
از فیلم‌ها یا مجموعه‌های تلویزیونی که وی در آن‌ها نقش داشته است، می‌توان به دختر جدید و داستان ترسناک آمریکایی: هتل اشاره نمود.